# Szarocin
Szarocin (przed 1945 niem. Pfaffendorf) – wieś w Polsce położona w województwie dolnośląskim, w powiecie kamiennogórskim, w gminie Kamienna Góra nad Świdnikiem przy  drodze wojewódzkiej nr 367 w dolinie  Świdnika.

## Nazwa
Najstarsza wzmianka o wsi pojawiła się w dokumencie księcia Bolka I z 1292 r., w którym funduje on cysterski klasztor Gratia Sanctae Mariae w Krzeszowie i przeznacza na jego utrzymanie dochody z wielu dóbr, między innymi roczny czynsz 5 marek srebra ze wsi Szarocin wraz z lasem i Czadrów. Zapisaną wtedy nazwę Sorotindorf można odczytać jako wieś należąca pierwotnie do kogoś o imieniu Żarota lub Szarota czyli Żarocin (czes. Žarotín) lub Szarocin.

## Historia
Wieś powstała w XIII w. i do drugiej połowy XIV w. należała  do klasztoru w Krzeszowie. Od XV w. własność rycerska. W XVI w. wieś w dobrach Hornów (von Horn auf Rottendorf und Pfaffendorf, z Lausnitz k. Drezna), następnie Czetryców,  Wallenbergów (dwór z pierwszej połowy XVII w.  na miejscu obecnego pałacu), potem m.in. Zedlitzów, (budowa pałacu w pierwszej poł. XVIII w.), Hochbergów, następnie pomorskiej rodziny von Leckow (z Lekowa k. Świdwina). Oprócz folwarku we wsi istniał młyn wodny i gospoda, mieszkańcy trudnili się tkactwem. Szarocin był też znany z wyrobu instrumentów ustnikowych (rogów), w XVIII w. produkowano je w warsztacie Georga i Johanna Schmieda. W XIX w. powstała szkoła, działał browar i gorzelnia, na początku XX w. uznaniem cieszyła się prowadzona w pałacu pensja dla dziewcząt.

## Podział administracyjny
W latach 1975–1998 miejscowość administracyjnie należała do województwa jeleniogórskiego.

## Zabytki
Do wojewódzkiego rejestru zabytków wpisane są obiekty:
- zespół pałacowy, z XVIII w.:
  - pałac
  - park

## Szlaki turystyczne
- Główny Szlak Sudecki: Świeradów-Zdrój – … – Mysłakowice – Bukowiec – Szarocin – Lubawka – … – Prudnik[11]